# Ľubovnianska kotlina
Ľubovnianska kotlina – podregion będący najdalej na północ wysuniętą częścią śródgórskiego obniżenia na Słowacji o nazwie Šariš. Znajduje się w dolinie Popradu. Na niektórych polskich mapach i w niektórych polskich opracowaniach ma nazwę Kotlina Lubowelska.
Ľubovnianska kotlina ciągnie się od doliny Popradu w Starej Lubowli po miejscowość Pławiec (Plaveč). Od zachodu jej granicę tworzą Góry Lewockie, od północy i północnego wschodu Poprad oddzielający ją od Gór Lubowelskich, od południowego zachodu pasmo porośniętych lasem wzgórz Hromovec. Znajduje się na niej miasto Lubowla oraz miejscowości: Chmielnica (Chmenľica), Hajtovka, Plavnica, Pławiec, Hromoš.